# Friderik V. Ptujski
 Friderik V. Ptujski  (* pred 1235; † 8. maj 1288) je bil zastavni gospod Ptujski (1279) in najdejavnejši plemič današnje slovenske Štajerske v drugi polovici 13. stoletja oz. vse do svoje smrti leta 1288. To je bil čas velikih politično-vojaških pretresov in nestabilnosti na Štajerskem po smrti avstrijsko-štajerskega vojvode Friderika II. (1246), zadnjega moškega člana rodbine Babenberžanov. Posledično se je razvnel dolg boj za njegovo dediščino, ki je s prekinitvami trajal vse do leta 1311 (oziroma 1335). Z očetom Hartnidom I. (umrl med 1251 in 1261) in z bratom Hartnidom II. so spretno menjavali tabore med kandidati za deželnega vojvodo – med ogrskim kraljem, češkim kraljem in svojim fevdnim gospodom salzburškimi nadškofi ter interesi novega habsburškega cesarja Rudolfa. Ob tem pa so si ptujski uspešno kopičili posestva in gradove, saj so ob koncu 13. stoletja že imeli vsaj 14 gradov.   To je rodbini dajalo moč ne samo v finančnem, ampak tudi v vojaškem smislu; zagotovilo jim je osnovo za vzdrževanje 200 vojakov. Friderik V. je poskusil tudi alodizirati območje oziroma gospostvo Ptuj z mestom in gospostvo Ormož vendar po dolgoletnem boju in sporih ni uspel in se je tik pred smrtjo pokoril svojemu salzburškemu gospodu.

## Življenje
Bil je sin Hartnid I. Ptujskega in njegove žene Matilde Holenburške-Vurberške. Njegov oče Hartnid je salzburškemu nadškofu sicer še leta 1246 obljubil, da bo enega izmed sinov poročil s salzburško ministerialko, tega pa Frideriku kasneje ni bilo treba storiti. 
Po izumrtju štajerskih vojvod Babenberžanov leta 1246, se je še mladi Friderik V. Ptujski uspešno udinjal ogrskemu kralju. Ko so postali Ogri od leta 1254 (Budimski mir) vladarji Štajerske,  je bil že januarja 1255 imenovan na funkcijo štajerskega deželnega maršala.  Friderik V. Ptujski, potomec velikih ogrskih sovražnikov, je celo dosegel, da mu je ogrski kralj Béla IV. leta 1255 v fevd podelil gradove Borl, Dranek  in Središče ob Dravi. . Vendar se že leta 1258 začne odpor štajerskih plemičev proti Ogrom in njihovemu banu Štefanu V., kraljevemu sinu, ki je moral iz Maribora preprosto pobegniti pred silami Friderika V.  Nato so se leta 1260 začela pogajanja med štajerskim plemstvom in  češkim  kraljem  Otokarjem II. Přemyslom. Med štajerskimi plemiči je bil tudi Friderik V. Ptujski, drugi v delegaciji so bili Vulfing Stubenberški, Rudolf in Leopold Stadeška, Ulrik Liechtensteinski, Hartnid Ortski, Herand Wildonski, Hartnid Rabensteinski in Gotfrid II. Mariborski.  Decembra 1260 je Štajerski, potem ko je odločilno premagal Ogre v bitki pri Groissenbrunnu, zavladal kot novi vojvoda češki kralj  Otokar II. Přemysl. V Gradec se mu je šel poklonit tudi Friderik V. Ptujski. Kmalu zatem je v Gradcu kupil hišo. Leta 1263 je Friderikovo hišo v Dunajskem Novem mestu oprostil dajatev. Sredi 70-tih let so se domnevno štajerski plemiči menili, da jim Otokar dela krivico glede gradnje novih gradov. Otokar jih je zato nekaj poklical na svoj grad Vroclav v prepričanju, da kujejo zaroto, in jih zaprl v ječo. Med njimi je bil tudi Friderik V. Ptujski, ki se potem leta 1269 ni vključil v boj za dediščino koroškega vojvode. Vendar je bil vsaj navidezno v Otokarjevem taboru do leta 1274. Oktobra 1273 je bil za novega cesarja Svetorimskega cesarstva izvoljen grof Rudolf Habsburški, ki je bil hud Otokarjev nasprotnik. V drugi polovici leta 1276 je Friderik V. Ptujski verjetno prestopil v krog zaveznikov cesarja Rudolfa. Friderik V. Ptujski je bil med tistimi, ki so se v reinskem samostanu zavezali, da bodo služili Habsburžanu. 
V bližini Gradca se je v starem cistercijanskem samostanu Rein že septembra 1276 zbrala velika množica štajerskih in koroških odličnikov, da bi potrdili nove politične odločitve in jih še pisno razglasili. Slovesno so torej izdali listino, s katero so se kot državni ministeriali zavezali, da bodo služili kralju Rudolfu Habsburškemu in se medsebojno podpirali. 48 Med prisotnimi Štajerci in Korošci je bil Friderik V. Ptujski omenjen na zelo uglednem mestu. 
Pod pritiskom z vseh strani, še posebej pa s strani vse močnejšega domačega plemstva, je bil Otokar leta 1276 prisiljen z Rudolfom skleniti Dunajski mir in se odpovedati vojvodinam Avstriji, Štajerski, Koroški, Kranjski, Slovenski marki, Chebu in Pordenonu.   Obe strani sta se nato le še pripravljale na dokončen spopad obeh monarhov. Otokar se je odločil, da razreši to nevzdržno situacijo z bitko na Moravskem polju  do katere je prišlo 26. avgusta 1278, v kateri pa je bil vojaško poražen. Ni gotovo, da se je Friderik V. Ptujski (zdaj že nekoliko v letih) udeležil bitke na Moravskem polju, čeprav bi vsekakor bilo mogoče, da je bil tam. Kronist Avstrijske rimane kronike, Otokar iz Geule v njej namiguje, brez poimenske navedbe, da bi naj Friderik pobegnil iz bojišča.  Vendar tu očitno ne gre za njega, saj je ugled užival še naprej, in  cesar Rudolf mu je okrog leta 1278 morda prav zaradi zaslug pri bitki dovolil ob ogrski meji zgraditi grad Ormož (ki je po svojem graditelju dobil ime Friedau),  poleg tega je zadržal mesto štajerskega deželnega sodnika.
Po letu 1279 se je Friderik V. Ptujski z Rudolfovo pomočjo  skušal (neuspešno) celo otresti fevdne vezi s salzburškim nadškofom ter si ptujski grad z mestom in gospostvom prisvojiti kot svojo last. Posledični spor med Ptujskimi in salzburškim nadškofom je prerasel v oborožen spopad, ki se je končal šele decembra 1286 s posredovanjem kralja Rudolfa in vojvode Albrehta. Friderik V. Ptujski se je moral podrediti. Njegov poskus se je izjalovil. 
Friderik V. je umrl 8. maj 1288 in so ga pokopali v cerkvi v Dominikanskem samostanu na Ptuju.

## Poroka in potomci
Poročil se je dvakrat in sicer (I): z Zofijo Žovneško, dokumentirano 1264, († po 1264), hčerko Konrada Žovneškega († 1255) in grofice Zofije Pfanberške-Pegavske ;  in (II): (pred 1283) z grofico Nežo Pfanberško, hčerko grofa Henrika Pfanberškega (–1282) in grofice Neže Hardeške-Plainske (–po 1298). Potomce je imel samo iz prvega zakona in sicer naslednje otroke:
- Friderik VI.,  († 12. julij med 1299 in 1301), ustanovitelj Vurberške linije (izumrle 1382), gospod  Vurberški
- Hartnid III.,  († (1316), ustanovitelj Ormoške linije (izumrla 1438), gospod Ormoški (1293–(1316)